# Departamento de Sarmiento (kommun i Chubut)
Departamento de Sarmiento är en kommun i Argentina.   Den ligger i provinsen Chubut, i den södra delen av landet, 1 500 km sydväst om huvudstaden Buenos Aires. Antalet invånare är 8 724.
Omgivningarna runt Departamento de Sarmiento är i huvudsak ett öppet busklandskap. Trakten runt Departamento de Sarmiento är nära nog obefolkad, med mindre än två invånare per kvadratkilometer.